# باريش غوني
باريش غوني (بالتركية: Barış Güney)‏ مواليد 3 ديسمبر 1983 في إسطنبول، هو لاعب كرة سلة تركي. بدأ مسيرته الاحترافية في سنة 2001. يلعب في الدوري التركي لكرة السلة كلاعب هجوم خلفي. يحمل الرقم 53. يبلغ طوله 6 قدم 5 بوصة (2.0 م).

## المسيرة الاحترافية
لعب مع فنربخشة لكرة السلة في الدوري التركي من سنة 2001 إلى 2006، ثم لعب مع بشكتاش لكرة السلة في موسم 2006–2007، ثم لعب مع نادي داروشافاكا لكرة السلة في موسم 2007–2008، ثم لعب مع ألياغا بتكيم في موسم 2008–2009، ثم لعب مع تورك تيليكوم في الدوري التركي في سنة 2013.

## روابط خارجية
- باريش غوني على موقع الاتحاد الدولي لكرة السلة (الإنجليزية)
- باريش غوني على موقع الدوري الأوروبي لكرة السلة (الإنجليزية)
- باريش غوني على موقع كرة السلة الأوروبية.كوم (الإنجليزية)
- باريش غوني على موقع ريلجم (الإنجليزية)
- باريش غوني على موقع بروبوليرز (الإنجليزية)
- باريش غوني على موقع سبورتس رفرنس (الإنجليزية)